# Otto Paulmann
Otto Paulmann (* 1899 in Dedeleben; † 9. Dezember 1986 in Weinheim) war ein deutscher Buchhändler und Verleger.

## Leben
Im Alter von 23 Jahren gründete Otto Paulmann in Wernigerode einen Verlag und sechs Jahre später, 1928, in der Marktstraße eine Buchhandlung, die er später in die Breite Straße 32 verlegte. Am Zweiten Weltkrieg nahm er als Soldat teil, wobei er in Russland verwundet wurde. 1952 verließ er Wernigerode und ließ sich in Weinheim nieder, wo er wieder eine Buchhandlung eröffnete, die nach seinem Tode von einer seiner Töchter weitergeführt wurde.

## Werke
Im Verlag von Otto Paulmann erschienen u. a.:
- Käthe Schulken: O Täler weit - o Höhen! Wanderstimmungen und Gedichte. 1925
- Paul Abert: Graf Bernhard und die Heilige – Roman aus dem 9. Jahrhundert. 1927
- Ludwig Bäte: Verschollenes Schicksal. Geschichten aus dem Harz. 1927
- Fritz Bley: Wildkatzen. Eine Tiergeschichte aus dem Harz. o. J. [etwa 1928]
- Paul Abert: Die letzte Furche. 1929
- Die Geschichte der Stadt Weinheim, 1962
- Defner-Kalender

| Personendaten    | Personendaten                      |
| ---------------- | ---------------------------------- |
| NAME             | Paulmann, Otto                     |
| KURZBESCHREIBUNG | deutscher Buchhändler und Verleger |
| GEBURTSDATUM     | 1899                               |
| GEBURTSORT       | Dedeleben                          |
| STERBEDATUM      | 9. Dezember 1986                   |
| STERBEORT        | Weinheim                           |